# 'Allå, 'allå, 'emliga armén
 'Allå, 'allå, 'emliga armén (engelska:  'Allo 'Allo!) är en brittisk sitcomserie producerad och sänd på BBC One 1982–1992, skapad av Jeremy Lloyd och David Croft. Totalt gjordes 85 avsnitt av serien under nio säsonger (varav två avsnitt är julspecialavsnitt, som ligger utanför säsongsindelningen). 
Serien hade svensk premiär på Sveriges Television den 3 november 1985, den har sedan dess även visats på Kanal 5 och TV4 Komedi. Universal-Playback har givit ut samtliga säsongerna på brittiska region 2-DVD:er och PAN Vision har även givit ut samtliga i svenska utgåvor (dock utan julspecialavsnittet mellan säsong 2 och 3). 
 'Allå, 'allå, 'emliga armén är något ovanlig, då den är en sitcomserie med fortsättande handling, det vill säga att varje avsnitt inte utgör en fristående episod med avslutad handling, utan att den alltid fortsätter i nästa. 

## Handling
Serien, som är en parodi på dramaserien Hemliga armén (1977-1979), handlar om livet i den lilla tyskockuperade franska staden Nouvion under andra världskriget. René Artois (Gorden Kaye) och hans hustru Edith (Carmen Silvera) driver ett kafé tillsammans med de båda servitriserna Yvette Carte-Blanche (Vicki Michelle) och Maria Recamier (Francesca Gonshaw), vilka René ständigt är otrogen med. 
Den tyske översten Kurt von Strohm (Richard Marner) och hans kapten Hans Geering (Sam Kelly) är stamgäster på kaféet och i utbyte mot att då och då få en trevlig stund med Renés servitriser förser de honom med förnödenheter. 
Renés kafé fungerar dessutom som en samlingsplats för den franska motståndsrörelsen, och under seriens gång tvingas René gömma två nedskjutna brittiska flygofficerare i sina lokaler. Den kommunistiska motståndsrörelsen förekommer också flitigt i serien, och otaliga försök att kidnappa René görs. Den kommunistiska motståndsrörelsen ser René som en kollaboratör, men han avrättas ändå inte då deras ledare Denis Laroque (Moira Foot) och senare ledaren Louise (Carole Ashby), är förälskade i honom.
En återkommande inslag i serien är förvecklingar kring en tavla, Den fallna madonnan (med de stora tuttarna) av konstnären van Klomp, som såväl officerarna von Strohm och Geering, generalen Erich von Klinkerhoffen (Hilary Minster), gestapoofficerarna Otto Flick (Richard Gibson under säsong 1-8, David Janson under säsong 9) och Engelbert von Smallhausen (John Louis Mansi) försöker lägga beslag på med samma plan, ge Hitler en kopia och behålla originalet som försäkring när kriget är slut.
I ett tidigt avsnitt blir René skenavrättad av tyskarna och eftersom alla tror att han är död fortlever han i staden under förespeglingen att han är sin egen tvillingbror, som också heter René. Eftersom René nu officiellt är död och därmed inte heller officiellt gift med Edith anser hon att René och hon måste gifta sig för inte att folk ska tro att de lever i synd. Eftersom René har tröttnat på sin hustru vill han inte självklart gifta om sig, utan förhalar detta under seriens gång. På grund av detta uppvaktar byns begravningsentreprenör Monsieur Alfonse (Kenneth Connor) ständigt Edith, medan den homosexuelle tyske löjtnanten Hubert Gruber (Guy Siner) gör närmanden mot René, som han har förälskat sig i, men eftersom Kafét står på Edith komplicerar detta ytterligare för René.

## Rollista
- Gorden Kaye - René Artois
- Carmen Silvera - Edith Artois
- Vicki Michelle - Yvette Carte-Blanche
- Francesca Gonshaw - Maria Recamier (Säsong 1-3)
- Sue Hodge - Mimi Labonq (Säsong 4-9)
- Rose Hill - Madame Fanny la Fan
- Jack Haig - Roger Leclerc (Säsong 1-5)
- Derek Royle (Säsong 6)/Robin Parkinson (Säsong 7-9) - Ernest Leclerc
- Richard Marner - Överste Kurt von Strohm
- Sam Kelly - Kapten Hans Geering (Säsong 1-3, ett avsnitt i säsong 7)
- Guy Siner - Löjtnant Hubert Gruber
- Kim Hartman - Helga Geerhart
- Hilary Minster - General Erich von Klinkerhoffen
- Kirsten Cooke - Michelle Dubois från motståndsrörelsen
- Richard Gibson (Säsong 1-8)/David Janson (Säsong 9) - Otto Flick
- John Louis Mansi - Engelbert von Smallhausen (Säsong 2-9)
- Gavin Richards (Säsong 4-6) /Roger Kitter (Säsong 7) - Kapten Alberto Bertorelli
- Arthur Bostrom - Poliskonstapel Crabtree (Säsong 2-9)
- John D. Collins - Flygare Fairfax (Säsong 1-7, ett avsnitt i säsong 9)
- Nicholas Frankau - Flygare Carstairs (Säsong 1-7, ett avsnitt i säsong 9)
- Kenneth Connor - Begravningsentreprenör Monsieur Alfonse

### Förändringar i rollistan
Några personer byts ut under seriens gång. Efter tredje säsongen försvinner både servitrisen Maria Recamier och kapten Hans Geering (Maria råkar skicka sig själv med posten till Schweiz och Hans hamnar på ett flygplan, misstagen för en brittisk krigsfånge och bli förd till Storbritannien). Snart ser man sig på kaféet om efter en ny servitris och både Edith och Michelle (som har ett finger med i det mesta) väljer ut den lilla ettriga motståndsrörelsemedlemmen Mimi Labonq (Sue Hodge). När Hans Geering har försvunnit får överste von Strohm en ny kapten tilldelad sig, nämligen den italienske Alberto Bertorelli (Gavin Richards under säsong 4-6, Roger Kitter under säsong 7), men även denne försvinner så småningom då Mussolini störtats i Italien, då hans roll mer och mer övertas av löjtnant Gruber. (Kapten Geering gör ett återbesök i serien under ett avsnitt av sjunde säsongen, då René och Edith råkar hamna i London och då får återse den nu nästan helt anglifierade Geering.) Även Roger LeClerc försvinner efter femte säsongen (eftersom skådespelaren Jack Haig då avled), men istället dyker hans bror Ernest LeClerc (Derek Royle under säsong 6, och då han avled övertog Robin Parkinson rollen under säsong 7-9) upp och då han också var Fannys älskande i ungdomen tar han vid där Roger slutade. Efter åttonde säsongen lämnade Richard Gibson serien, så under den nionde och sista säsongen spelas Otto Flick istället av David Janson och hans nya utseende förklaras med att han har plastikopererat sig, för att, om möjligt, kunna fly till Sydamerika utan att bli igenkänd.

## Språk
Man parodierar friskt det faktum att alla, oavsett nationalitet, i brittiska (och amerikanska) TV-serier pratar engelska. Även i denna TV-serie talar alla engelska, men britterna med överdriven brittisk överklassaccent, tyskarna med tysk brytning och fransmännen med fransk. I princip alla förstår dock varandras språk (franska, tyska, italienska och lite spanska) utan problem.
De enda som har språksvårigheter är de båda brittiska flygofficerarna, som inte förstår något annat språk än riktig engelska (som alltså representeras av tillgjort uttal à la Bertie Wooster). Dessutom förstår ingen annan dem. Kommunikationen mellan flygarna och alla andra sköts av Michelle, som ju är fransyska, men också talar flytande engelska, och Crabtree som naturligtvis också talar engelska.

## Citat
Listen very carefully, I shall say this only once...(Michelle från motståndsrörelsen i början på varje uppdrag)
Good moaning!(Konstapel Crabtree, engelsman som inte kan tala ren franska)
You stupid woman!(När Edith ser René i famnen på en annan kvinna (framför allt servitriserna) inleder han alltid sin bortförklaring med denna fras)
Shut up, you silly old bat!(René tilltalar sin svärmor)
It is I, LeClerc!(Roger LeClerc avslöjar sin identitet när han är [ruskigt dåligt] förklädd. Vanligtvis lyfter han samtidigt på glasögonen eller tar av sig lösskägget.)
"Oh, 'eck!"(René svär ofta med denna fras.)
"I've brought with me the small hearse with the small horse"(Monseiur Alfonse när han kommit någonstans med sin likvagn.)
You may kiss me now(Herr Flick till Helga varpå Helga kysser honom medan han står helt likstel)
'tler (uttalas ungefär "klop")(Kapten Hans Geering som inte orkar säga Heil Hitler)
Oh, my dicky ticker(Monsieur Alfonse när hans hjärta krånglar)
What a mistake-a to make-a(Kapten Bertorelli, när han har trampat i klaveret)
Oh, René...(Yvette, när hon är ensam med René och vill hångla med honom)

## Seriedata
Pilotavsnittet (The British Are Coming) sändes för första gången i brittisk TV den 30 december 1982, men det dröjde till hösten 1984 innan man på allvar kom igång med serien, då man repriserade detta avsnitt som en del av första säsongen. Avsnitten på denna och de därpå följande tre säsongerna var, i brittisk TV-stil, mellan 30 och 35 minuter långa och varje säsong innehöll mellan sju och åtta avsnitt. Ett undantag utgjorde julspecialavsnittet The Gateau from the Chateau, som var 45 minuter långt och sändes vid jultid 1985, mellan andra och tredje säsongen. Även tredje säsongens Flight of Fancy var 45 minuter, då det också sändes vid jultid 1986.
Inför säsong fem tecknades ett avtal om att serien också skulle sändas i USA och för att anpassa den till amerikansk TV-tradition gjordes under denna säsong 26 avsnitt, som var 25 minuter långa vardera. I slutändan blev det emellertid inte av, att serien då sändes i USA, så inför sjätte säsongen återgick man till det brittiska formatet med 30-35 minuter långa avsnitt och 6-10 avsnitt per säsong. Detta format följde man sedan under de återstående fyra säsongerna (nionde säsongen 1992 blev den sista), med undantag för ytterligare ett julspecialavsnitt (A Bun in the Oven), som sändes mellan sjunde och åttonde säsongen vid jul 1991, vilket också var 45 minuter.
1994 gjordes ett specialavsnitt, för att fira seriens tioårsjubileum, med titeln The Best of 'Allo 'Allo!, med olika klipp från serien. 2007 producerades så ytterligare ett specialavsnitt (med titeln The Return of 'Allo 'Allo!), där de rollmedlemmar, som fortfarande var i livet, repriserade sina roller och man dels visade tillbakablickande klipp från serien, dels gjorde det hela till en dokumentär om den.

### DVD-utgåvor
| Säsong | Region 1 (USA)  | Region 2 (Storbritannien) | Region 2 (Sverige) | Region 4 (Australien) |
| ------ | --------------- | ------------------------- | ------------------ | --------------------- |
| #1     | 20 januari 2004 | 19 augusti 2002           | 26 mars 2008       | 8 juni 2006           |
| #2     | 15 mars 2005    | 19 augusti 2002           | 26 mars 2008       | 8 juni 2006           |
| #3     | 16 augusti 2005 | 16 februari 2004          | 10 juli 2008       | 7 september 2006      |
| #4     | 24 januari 2006 | 16 februari 2004          | 10 juli 2008       | 7 september 2006      |
| #5:1   | 25 juli 2006    | 23 oktober 2006           | 29 november 2006   | 7 februari 2007       |
| #5:2   | 25 juli 2006    | 26 december 2006          | 29 november 2006   | 7 februari 2007       |
| #6     | 16 januari 2007 | 18 augusti 2008           | 11 februari 2009   | 7 november 2007       |
| #7     | 15 januari 2008 | 18 augusti 2008           | 11 februari 2009   | 3 april 2008          |
| #8     | 6 maj 2008      | 26 december 2008          | 30 juli 2009       | 7 augusti 2008        |
| #9     | 7 oktober 2008  | 26 december 2008          | 30 juli 2009       | 5 mars 2009           |

- Notering: Det första julspecialavsnittet The Gateau from the Chateau, som sändes mellan andra och tredje säsongen, finns i de amerikanska DVD-utgåvorna inkluderat som sista avsnittet på säsong 2-utgåvan, medan det i de brittiska utgåvorna inkluderas som det första avsnittet på säsong 3 & 4-utgåvan. I de svenska utgåvorna saknas det helt, vilket gör, att det blir ett glapp i handlingen på de svenska DVD:erna.

## Andra produktioner
År 2013 gjordes en svensk teateruppsättning på Fredriksdalsteatern.